# Tenuidactylus longipes
Espèce
Synonymes
- Gymnodactylus longipes Nikolsky, 1896
- Cyrtopodion longipes (Nikolsky, 1896)
- Gymnodactylus microlepis Lantz, 1918
- Cyrtopodion longipes microlepis (Lantz, 1918)

Tenuidactylus longipes est une espèce de geckos de la famille des Gekkonidae.

## Répartition
Cette espèce se rencontre dans l'est de l'Iran, au Turkménistan, en Ouzbékistan et en Afghanistan.

## Liste des sous-espèces
Selon The Reptile Database (14 avril 2013) :
- Tenuidactylus longipes longipes (Nikolsky, 1896)
- Tenuidactylus longipes microlepis (Lantz, 1918)

## Taxinomie
La sous-espèce Cyrtopodion longipes voraginosum a été élevée au rang d'espèce.

## Publications originales
- Nikolsky, 1896 : Diagnoses reptilium et amphibiorum novorum in Persia orientali a N. Zarudny collectorum. Annuaire Musée Zoologique de l'Académie Impériale des Sciences de Saint-Pétersbourg, vol. 1, p. 369-372.
- Lantz, 1918 : Reptiles from the River Tajan (Transcaspia). Proceedings of the Zoological Society of London, vol. 1918, p. 11—17 (texte intégral).